# Rhynchomyzon rubrovittatum
Rhynchomyzon rubrovittatum is een eenoogkreeftjessoort uit de familie van de Asterocheridae. De wetenschappelijke naam van de soort is voor het eerst geldig gepubliceerd in 1915 door Sars G.O..